# Heteronucia oeschi
Heteronucia oeschi is een krabbensoort uit de familie van de Leucosiidae. De wetenschappelijke naam van de soort is voor het eerst geldig gepubliceerd in 1941 door Ward.